# Piper Perabo
Piper Lisa Perabo (AFI: [ˈpɛrəboʊ] PERR-ə-boh; nascida em Dallas, Texas, 31 de outubro de 1976) é uma atriz norte-americana. Depois da sua estreia no filme de comédia dramática Coyote Ugly (2000), ela estrelou em Cheaper by the Dozen (2003), sua sequência Cheaper by the Dozen 2 (2005), The Prestige (2006), Angel Has Fallen (2019), e como uma agente da CIA Annie Walker na série de drama de espionagem da USA Network, Covert Affairs (2010–2014), pelo qual foi indicada a um Globo de Ouro de Melhor Atriz em série dramática para televisão.

## Biografia
Piper nasceu no dia 31 de outubro de 1976, em Dallas , no estado do Texas, Estados Unidos. É filha de Mary Charlotte Ulland, fisioterapeuta de origem norueguesa, e de George William Perabo, um professor de poesia de origem alemã.[carece de fontes?] Tem dois irmãos mais novos chamados Noah e Adam. Estudou na Universidade de Ohio.

## Carreira
Logo que começou no teatro, Piper apareceu em produções como Our Town, Arms and the Man, Antígona, entre outras. Anos mais tarde se mudou para Nova York onde se matriculou no LaMama Theatre. Foi selecionada para fazer parte do elenco de dois curtas: Single Space (1998) e Knuckleface Jones (1999).
Seus principais trabalhos seguintes foram As Aventuras de Alceu e Dentinho (2000), onde atuou com Robert De Niro, Rene Russo e Jason Alexander, Show Bar (2000), onde ganhou destaque, Doze é Demais e Doze é Demais 2, onde atuou com Steve Martin, Hilary Duff e Tom Welling. Fez uma pequena participação em O Grande Truque (2006), filme estrelado por Hugh Jackman, Christian Bale, Scarlett Johansson e Michael Caine.

## Vida Pessoal
Em 2013, ela ficou noiva do diretor Stephen Kay. Em 26 de julho de 2014, eles oficializaram sua relação com uma cerimônia em Nova York.

## Filmografia
| Filmes    | Filmes                           | Filmes                  | Filmes |
| Ano       | Filme                            | Papel                   | Notas |
| --------- | -------------------------------- | ----------------------- | --- |
| 1998      | Single Spaced                    | The Dame                | |
| 1999      | Knuckleface Jones                | Orange-dressed angel    | |
| 1999      | Whiteboyz                        | Sara                    | |
| 2000      | As Aventuras de Alceu e Dentinho | Agente Karen Simpatia   | |
| 2000      | Coyote Ugly                      | Violet Sanford "Jersey" | MTV Movie Award for Best Music Moment Nomeada — Blockbuster Entertainment Award for Favorite Female – Newcomer Nomeada — Vencedores do MTV Movie Award de Melhor Revelação |
| 2001      | Assunto de Meninas               | Pauline 'Paulie' Oster  | |
| 2002      | Slap Her, She's French           | Genevieve Le Plouff     | Alternative title: She Gets What She Wants |
| 2002      | Followers                        | Iris                    | |
| 2003      | The I inside                     | Anna                    | |
| 2003      | Doze é Demais                    | Nora Baker              | Nomeada — Teen Choice Awards Shared with Ashton Kutcher |
| 2004      | Perfect Opposites                | Julia Bishop            | |
| 2004      | George and the Dragon            | Princess Lunna          | Also known as "Dragon Sword" |
| 2005      | Perception                       | Jen                     | |
| 2005      | The Cave                         | Charlie                 | |
| 2005      | Edison                           | Willow Summerfield      | Direct-to-video |
| 2005      | Good Morning Baby                | Gabriella               | |
| 2005      | Doze é Demais 2                  | Nora Baker-McNulty      | |
| 2005      | Imagine Me & You                 | Rachel                  | |
| 2006      | 10th e Wolf                      | Brandy                  | |
| 2006      | The Prestige                     | Julia McCullough        | |
| 2006      | First Snow                       | Deirdie                 | |
| 2006      | Karas: The Prophecy              | Yurine                  | Voz |
| 2007      | Because I Said So                | Mae Wilder              | |
| 2007      | In Vivid Detail                  | Leslie                  | |
| 2008      | Beverly Hills Chihuahua          | Rachel Ashe Lynn        | |
| 2008      | The Lazarus Project              | Lisa Garvey             | |
| 2009      | Carriers                         | Bobby                   | |
| 2009      | Sordid Things                    | Tabitha White           | |
| 2010      | Ashes                            | Bettina                 | |
| 2012      | Looper                           | Suzie                   | |
| 2020      | Spontaneous                      | Angela                  | |
| Televisão |                                  |                         | |
| Ano       | Títilo                           | Papel                   | Notas |
| 2007      | Dr. House                        | Honey                   | Episódio "Resignation" |
| 2008      | The Prince of Motor City         | Meg Riley               | Television movie |
| 2009      | Law & Order: Criminal Intent     | Calista Haslum          | Episódio "Folie a Deux" |
| 2010-2014 | Covert Affairs                   | Annie Walker            | Lead role Nomeada — Prêmio de Globo de Ouro por melhor atriz em Série Dramática de televisão                                                                               |

## Prêmios
- Blockbuster Entertainment Awards: foi indicada, em 2001, ao prêmio de Atriz-Revelação Favorita, pelo trabalho em "Show Bar".
- Ganhou o MTV Movie Awards de Melhor Momento Musical, por "Show Bar" (2000).
- Recebeu uma indicação ao MTV Movie Awards de Melhor Revelação Feminina, por "Show Bar" (2000).